# Sélavie
Sélavie, est une humoriste, comédienne, actrice et productrice camerounaise. C'est la première femme humoriste du Cameroun et la première à faire du one-woman show.

## Biographie

### Débuts
Après plusieurs formations dans le cinéma et la mise en scène, en passant par le jeu d’acteur, Sélavie se lance en 1996 aux côtés de Landry Antoine Lemogo. 

### Carrière
Celle-ci débute réellement entre 2001 et 2002, Sélavie travaille à la radio rtm, puis sur la chaîne de télévision Canal 2 Internatonal à Douala avec le quator du rire constitué de Fingon Tralala et bien d'autres. Fin 2003, elle se lance en solo.
En octobre 2006 elle sort son premier album de musique Les longs yeux, avec pour titre phare Faisons la paix.
Elle décide en 2008 de tenter l’aventure française. 
Après deux ans d’études à l’école du one man show à Paris, Sélavie propose au public son tout premier spectacle en 2013. Et en 2015 elle achève l’écriture de son deuxième spectacle, qu’elle  présente au théâtre des Blancs manteaux, à Paris. Contactée en 2015, par Mamane pour la première édition du Parlement du rire, elle décline pour mieux se concentrer sur sa grossesse. 
En 2017, elle intègre le Parlement du rire en Côte d'Ivoire diffusée sur canal+, autour  de Mamane, Michel Gohou, Digbeu Cravate et Charlotte Ntamack.
Selavie est la marraine de la quatrième édition du festival du film éducatif de Dschang  2018, à l’Alliance franco-camerounaise.
En janvier 2023, elle crée sa maison de production cinématographique, elle est encore attendu sur scène pour diverses prestations.
Dans le cadre du focus humour organisé par l'Institut français en mai 2025, Sélavie Newway a partagé son expertise à travers des master class et a interprété son one woman show « Tout ça, Sélavie ».

## Œuvres

### Spectacles
2013 : Sélavie qui vous colonise.
2015 : Sélavie en couleurs.
2022 : Tout ça Sélavie.

## Prix et récompenses
- 2004 : Prix de l’excellence africaine « Meilleure humoriste »
- 2004 : Canal d’Or « Meilleure comédienne »
- 2004 : RTS Awards, « Meilleure comédienne » 
- 2005 : Prix de l’excellence africaine « Meilleure comédienne » 
- 2005 : Lady Golden Awards « Meilleure comédienne » 
- 2005 : Prix de l’initiative féminine
- 2013 : Coup de cœur du public, 40 ans du Théâtre des Blanc Manteaux,
- 2013 : Festival d’Humour Antigel à Vaux-sur-Seine «Finaliste»
- 2014 : 1er festival de Saint-Quentin « Finaliste » 
- 2022 : 1er Prix Concours d’écriture de romans photos pour sensibiliser sur le Sida (Vert Paris Sans Sida)  

## Filmographie

### Longs métrages
- 2003 : Illusion fatale.